# Sentiropsis coreana
Sentiropsis coreana is een eenoogkreeftjessoort uit de familie van de Pseudotachidiidae. De wetenschappelijke naam van de soort is voor het eerst geldig gepubliceerd in 2011 door Kim, Lee & Huys.